# Дети Хелен
Дети Хелен (англ. Helen's Babies) — немой чёрно-белый фильм 1924 года. Экранизация одноимённого романа Джона Хаббертона.

## Сюжет
В вопросах воспитания юных Тодди и Бадж их родители Том и Хелен Лоренс неукоснительно следуют советам из книги «Как растить детей», которую написал брат Хелен, Гарри Бертон. Когда Гарри извещает Лоренсов, что планирует провести отпуск у них в гостях, они расценивают это как прекрасную возможность уехать на выходные и оставить девочек под присмотром Гарри — раз уж он такой эксперт по части воспитания детей. Они не знают, что Гарри на самом деле ничего не смыслит в вопросе и написал книгу лишь потому, что по мнению его издателя, такая тема хорошо продается.
Том и Хелен встречают Гарри на вокзале и, к его изумлению, садятся в соседний поезд, препоручив ему заботы о девочках. Тодди и Бадж оказываются невозможными сорванцами. Их выходки сводят дядю Гарри с ума — они забираются на деревья, портят его одежду, залезают на крышу дома, едва не уходят с цыганским табором и чуть не попадают под поезд. К счастью, красавица-соседка Элис Мэйтон помогает Гарри справиться с девочками.

## В ролях
| Актёр                 | Роль         |
| --------------------- | ------------ |
| Бэби Пегги            | Тодди        |
| Джин Карпентер        | Бадж         |
| Эдвард Эверетт Хортон | дядя Гарри   |
| Клара Боу             | Элис Мэйтон  |
| Клер Адамс            | Хелен Лоренс |
| Ричард Такер          | Том Лоренс   |